# Leberversagen
Als Leberversagen oder Leberinsuffizienz wird das Erlöschen bzw. die Abnahme mehrerer oder aller Leberfunktionen bezeichnet. Es ist die Folge einer akuten oder chronischen Lebererkrankung. Im engeren Sinn bezeichnet Leberversagen das akute Leberversagen (ALV). Dabei handelt es sich um ein seltenes, aber lebensbedrohliches Krankheitsbild mit plötzlichem Verlust der Leberfunktion ohne vorbestehende Lebererkrankung, gekennzeichnet durch die klinische Trias aus Gelbsucht (Ikterus), plasmatischer Gerinnungsstörung (Koagulopathie) und Bewusstseinsstörung (Enzephalopathie). Abhängig vom zeitlichen Auftreten der Enzephalopathie werden ein hyperakutes, ein akutes und ein subakutes Leberversagen unterschieden. Die weltweit häufigsten Ursachen eines ALV sind virale Hepatitiden, die Paracetamolintoxikation und weitere medikamentenassoziierte Reaktionen. Abzugrenzen ist das ALV von dem akut-auf-chronischen Leberversagen („acute-on-chronic liver failure“, ACLF) bei Patienten mit vorbestehender Leberzirrhose.

## Ursachen
Erste bedeutende Tierversuche zur wissenschaftlichen Erforschung der Leberfunktion wurden von 1885 bis 1888 von Oskar Minkowski und Bernhard Naunyn durchgeführt und publiziert. Eine Abnahme der Leberfunktion bis hin zum Leberversagen kann sowohl akut im Rahmen von z. B. Vergiftungen oder Durchblutungsstörungen der Leber als auch chronisch bei Lebererkrankungen wie der Zirrhose auftreten. 
Als Ursachen eines akuten oder subakuten Leberversagens (genannt auch Leberdystrophie) kommen in erster Linie akzidentelle Vergiftungen oder solche in suizidaler Absicht mit leberschädigenden Substanzen (zum Beispiel Paracetamol oder Paraquat) und Toxine wie jene des Knollenblätterpilzes (Amatoxine, Phallotoxine), virale Hepatiden oder akute Gefäßverschlüsse (Pfortader, Lebervenen) in Frage.
Das akute Leberversagen kann neben Paracetamol seltener auch von psychotropen Arzneimitteln ausgelöst werden. Nennenswerte Meldungen in der Datenbank der Europäischen Arzneimittelagentur gibt es für Quetiapin, Carbamazepin, Lamotrigin und Valproinsäure.
Zum chronischen Leberversagen führen Erkrankungen, die die Leber dauerhaft schädigen, wie chronische Hepatitis B und C, Alkoholabusus oder chronische Gefäßerkrankungen, die über eine Leberzirrhose zum Leberversagen führen.

## Folgen
Das Leberversagen ist gekennzeichnet durch eine Abnahme der Synthese- und Entgiftungsfunktion.
- (hepatozellulärer[8]) Ikterus (Gelbsucht)
- hepatische Enzephalopathie bis hin zum hepatischen Koma
- hepatorenales Syndrom (Nierenversagen infolge eines Leberversagens)
- Störungen der Blutgerinnung
- Hypalbuminämie mit Aszites
- endokrine Störungen (Störungen des Hormonsystems)

## Prognose
Der Krankheitsverlauf des akuten Leberversagens ist gekennzeichnet durch die Ursache und abhängig von der Behandlung der Grunderkrankung wie Giftentfernung (Paracetamol, Pilzvergiftung) oder Wiederherstellung der Durchblutung.
Die Prognose des chronischen Leberversagens ist abhängig von dem Fortschreiten der Grunderkrankung.
Bei dem Auftreten eines akuten auf ein chronisches Leberversagen („acute-on-chronic liver failure“, ACLF), z. B. durch eine zusätzliche Durchblutungsstörung oder Virushepatitis bei schon vorhandener Leberzirrhose, ist die Prognose ungünstig.